# Chavel Cunningham
Chavel Cunningham (Barrouallie, San Vicente y las Granadinas, 20 de julio de 1995) es un futbolista sanvicentino que juega como centrocampista en el Pastures United FC de la SVGFF Premier Division  de San Vicente y las Granadinas. Es internacional con la selección de San Vicente y las Granadinas.

## Selección nacional

### Goles internacionales
Las puntuaciones y los resultados enumeran el recuento de goles de San Vicente y las Granadinas en primer lugar. 
| No | Fecha                   | Sede                                                         | Adversario        | Gol  | Resultado | Competencia                                           |
| -- | ----------------------- | ------------------------------------------------------------ | ----------------- | ---- | --------- | ----------------------------------------------------- |
| 1. | 6 de marzo de 2015      | Estadio Nacional de Barbados, St. Michael, Barbados          | Barbados          | 1 –3 | 1–3       | Amistoso                                              |
| 2. | 28 de junio de 2017     | Estadio Atlético Kirani James, St. George, Granada           | Santa Lucía       | 1 –2 | 1–2       | Torneo Islas de Barlovento 2017                       |
| 3. | 3 de julio de 2017      | Estadio Atlético Kirani James, St. George, Granada           | Granada           | 1 –2 | 3–4       | Torneo Islas de Barlovento 2017                       |
| 4. | 4 de julio de 2017      | Estadio Atlético Kirani James, St. George, Granada           | Barbados          | 1 –1 | 4–2       | Torneo Islas de Barlovento 2017                       |
| 5. | 28 de febrero de 2019   | Victoria Park, Kingstown, San Vicente y las Granadinas       | Barbados          | 2 –0 | 2-0       | Torneo Islas de Barlovento 2019                       |
| 6. | 6 de marzo de 2019      | Victoria Park, Kingstown, San Vicente y las Granadinas       | Dominica          | 1 –0 | 2–1       | Torneo Islas de Barlovento 2019                       |
| 7. | 6 de marzo de 2019      | Victoria Park, Kingstown, San Vicente y las Granadinas       | Dominica          | 2 –1 | 2–1       | Torneo Islas de Barlovento 2019                       |
| 8. | 8 de marzo de 2019      | Victoria Park, Kingstown, San Vicente y las Granadinas       | Granada           | 1 –0 | 1-1       | Torneo Islas de Barlovento 2019                       |
| 9. | 21 de marzo de 2019     | Estadio Arnos Vale, Arnos Vale, San Vicente y las Granadinas | Bonaire           | 2 –1 | 2–1       | Clasificación de la Liga de Naciones CONCACAF 2019-20 |
| 10 | 11 de agosto de 2019    | Victoria Park, Kingstown, San Vicente y las Granadinas       | Trinidad y Tobago | 1 –0 | 1-0       | Amistoso                                              |
| 11 | 8 de septiembre de 2019 | Estadio Arnos Vale, Arnos Vale, San Vicente y las Granadinas | Dominica          | 1 –0 | 1–0       | 2019-20 CONCACAF Liga de Naciones B                   |